# Ero-guro
Ero-guro (エログロ?), también escrito eroguro; es un movimiento artístico japonés que nace como protesta a los temas tabú de dicho país. Este lexema se puede dividir en ero, que hace referencia al erotismo; y guro, que se orienta a lo grotesco; por lo que en sus manifestaciones artísticas se puede encontrar el uso de sangre, gore y diferentes tipos de parafilias o fetiches. 

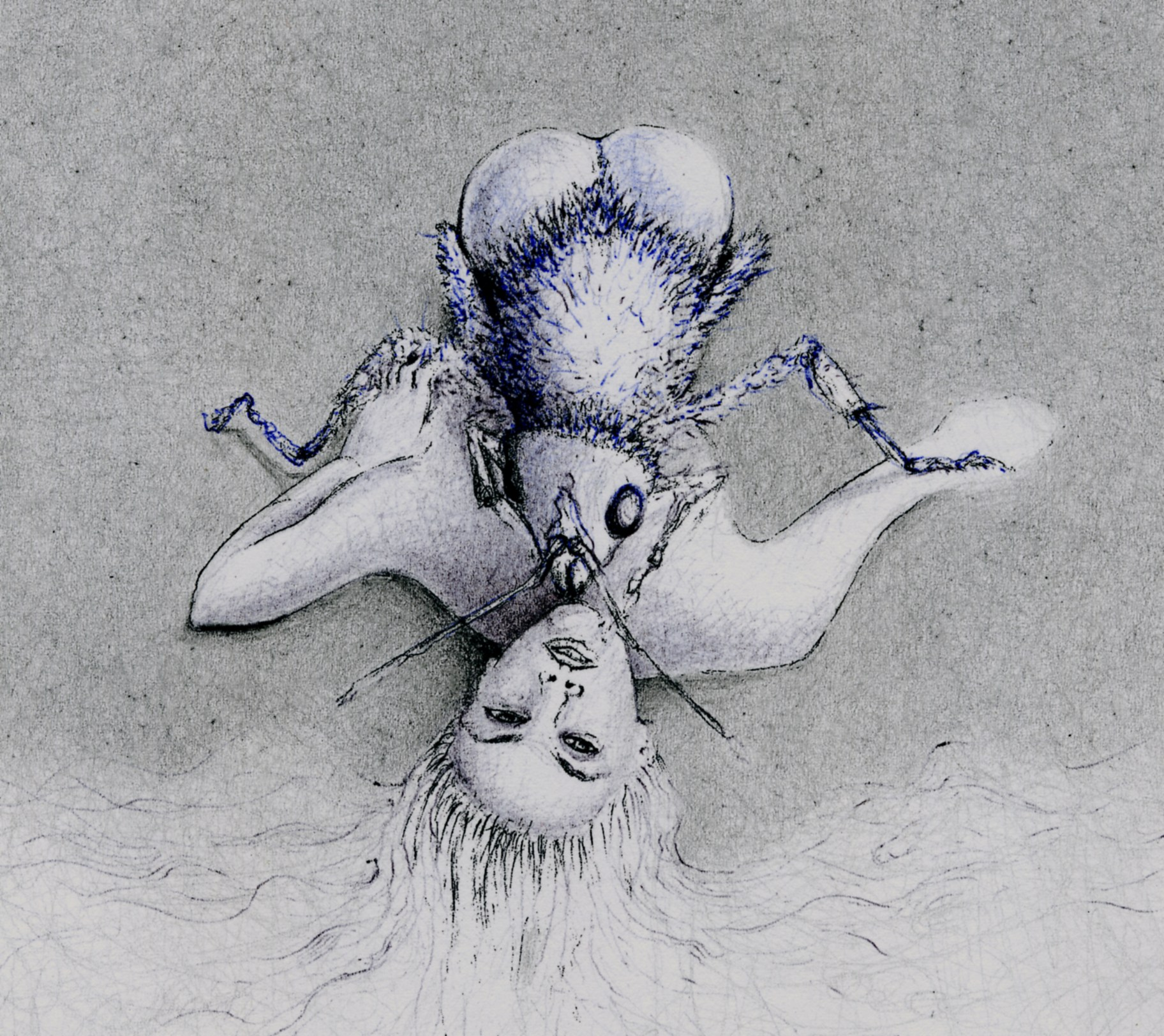
imagen ero-guro que contiene mutilación y órganos genitales

En el nombre ero-guro-nansensu –que es un término wasei-eigo, es decir, una adaptación a la fonética japonesa de palabras extranjeras; en este caso, erotic (de ahí «ero»), grotesque (de ahí «guro») y nonsense (de ahí «nansensu»)– hay tres elementos. Lo erótico, ero, donde caben todos los fetichismos, los travestismos, los juegos, las promiscuidades, las parafilias: todas, en suma, las hentai seiyoku («desviaciones»). Lo grotesco, guro, que no es lo que llamamos hoy gore sino que lo incluye, con todo lo relativo a la deformidad física y a lo sanguinario, pero que, además de lo grotesco físico, es también la enfermedad mental, el desorden de la emoción y los instintos, los trastornos del espíritu. Y, finalmente, lo absurdo, nansensu, es el nonsense, el sinsentido, pero también lo ridículo, y también lo sobrenatural.
Generalmente, trata elementos como la desfiguración, mutilación, orina, enemas o heces. En su vertiente más violenta se incluyen amputaciones, en ocasiones a la fuerza; el uso de herramientas para herir o matar, violaciones, desmembramientos o simple muerte. El término proviene del gairaigo derivado de la frase del idioma inglés erotic grotesque, y es frecuentemente acortado a simplemente guro, aunque este término no guarde una relación directa con la idea original y sea mal utilizado la mayoría de las veces, a veces siendo asociado simplemente al gore y la necrofilia.
Arte depravado y libérrimo de la perversión y de lo insólito, el ero-guro-nansensu floreció a sus anchas en esa atmósfera a un tiempo desesperada y alegre, nihilista y vital, tan propia de los tiempos de entreguerras, y al amparo de su popularidad nacieron nuevas revistas –como, en 1926, la memorable Hentai shiryô («material degenerado»)– y se imprimieron colecciones de relatos –como Kindai hanzai kagaku zenshû («antología de la moderna ciencia criminal»), publicada entre 1929 y 1930– llenas de historias de relaciones doseiai (homosexuales) y otros temas fuketsu («impuros»).
Algunos ejemplos de artistas guro conocidos incluyen a Edogawa Rampo (cuyas obras literarias han sido adaptadas al cine y al manga), Toshio Saeki, Toshio Maeda, Suehiro Maruo, Waita Uziga, Shintaro Kago, Jun Hayami, Henmaru Machino y Horihone Saizo.